# Димитър Михайлов (учител)
 Димитър Михайлов е български училищен и църковен деец от Македония.

## Биография
Димитър Михайлов е роден в 1867 година в големия македонски град Дойран, тогава в Османската империя. Завършва в 1890 година с петия випуск Солунската българска мъжка гимназия. Става главен учител в епархията и е деец за независима българска църква в родния си град, Гевгели и други. В учебната 1900/1901 година е учител в Тетово, а от септември до декември 1901 година – в Кочани. Веднага след това е изпратен в Лерин; през 1902/1903 учебна година е главен учител в българското трикласно училище в града и преподава български език и аритметика.
Участва в политическия живот на българите в Македония и Тракия. След Младотурската революция в 1908 година става деец на Съюза на българските конституционни клубове и е избран за делегат на неговия Учредителен конгрес от Гевгели.
След злощастната за България Междусъюзническа война в 1913 година Димитър Михайлов продължава просветната и църковната си дейност в Свободна България – в Дупница и София.